# دیدی (بازیکن فوتبال، زاده ۱۹۶۳)
دیدی (انگلیسی: Didi؛ زادهٔ ۲۲ سپتامبر ۱۹۶۳) بازیکن فوتبال اهل برزیل است.
وی همچنین در تیم ملی فوتبال زنان برزیل بازی کرده‌است.